# The Swords of Ditto
The Swords of Ditto è un videogioco di ruolo pubblicato nel 2018 da Devolver Digital per personal computer e PlayStation 4.
Nel 2019 è stato distribuito un contenuto scaricabile gratuito dal titolo Mormo's Curse. Il gioco è stato distribuito per Nintendo Switch con il titolo The Swords of Ditto: Mormo's Curse.

## Modalità di gioco
The Swords of Ditto è un action RPG con elementi roguelike che, oltre la modalità in giocatore singolo, prevede una modalità cooperativa per due giocatori.